# Braynner García
Braynner García (Los Patios, Norte de Santander, Colombia, 6 de septiembre de 1986) es un exfutbolista colombiano que se despeñaba  como defensa central. Actualmente dirige al Cúcuta Deportivo.
Luego de hacer parte del Cúcuta Deportivo en el 2021, durante su periodo de desafiliación, y al no concretar con la directiva para afrontar el regreso del elenco "motilón" al profesionalismo decidió anunciar su retiro en noviembre del 2022. Al mismo tiempo adelantó cursos con la Asociación Colombiana de Futbolistas Profesionales (Acolfutpro) y la Universidad San Buenaventura de Cali donde se le fue otorgada la licencia B y A combinada como entrenador ante la Federación Colombiana de Fútbol.
El 16 de abril de 2024 es anunciado como nuevo entrenador del Cúcuta Deportivo, debutando tres días más tarde en la fecha 12 del torneo apertura con derrota 4-0 frente a Tigres Fútbol Club.

## Selección Colombia
Ha jugado 1 partido con la Selección de fútbol de Colombia,  el día 27 de febrero de  2007 en la derrota cafetera 1-3 contra la Selección de fútbol de Uruguay.

## Clubes

### Como jugador
| Club                      | País     | Año         |
| ------------------------- | -------- | ----------- |
| Cúcuta Deportivo          | Colombia | 2005 - 2007 |
| Atlético Bucaramanga      | Colombia | 2007        |
| Cúcuta Deportivo          | Colombia | 2008        |
| Junior                    | Colombia | 2009 - 2013 |
| Águilas Doradas           | Colombia | 2013        |
| Junior                    | Colombia | 2014        |
| Universitario de Deportes | Perú     | 2015 - 2016 |
| Cúcuta Deportivo          | Colombia | 2017 - 2019 |
| Unión Magdalena           | Colombia | 2020        |

### Como entrenador
| Club             | País     | Año  |
| ---------------- | -------- | ---- |
| Cúcuta Deportivo | Colombia | 2024 |

## Estadísticas como jugador
| Club                            | Div.       | Temporada | Liga  | Liga  | Copa Nacional | Copa Nacional | Copa Internacional | Copa Internacional | Total | Total |
| Club                            | Div.       | Temporada | Part. | Goles | Part.         | Goles         | Part.              | Goles              | Part. | Goles |
| ------------------------------- | ---------- | --------- | ----- | ----- | ------------- | ------------- | ------------------ | ------------------ | ----- | ----- |
| Atlético Bucaramanga · Colombia |            |           |       |       |               |               |                    |                    |       |       |
| 1.ª                             | 2007       | 17        | 0     | -     | -             | -             | -                  | 17                 | 0     |       |
| Total club                      | Total club | 17        | 0     | 0     | 0             | 0             | 0                  | 17                 | 0     |       |
| Águilas Doradas · Colombia      |            |           |       |       |               |               |                    |                    |       |       |
| 1.ª                             | 2013       | 12        | 0     | -     | -             | 3             | 1                  | 15                 | 1     |       |
| Total club                      | Total club | 12        | 0     | 0     | 0             | 3             | 1                  | 15                 | 1     |       |
| Junior · Colombia               |            |           |       |       |               |               |                    |                    |       |       |
| 1.ª                             | 2009       | 22        | 1     | 3     | 0             | -             | -                  | 25                 | 1     |       |
| 1.ª                             | 2010       | 19        | 0     | 5     | 1             | 0             | 0                  | 24                 | 1     |       |
| 1.ª                             | 2011       | 30        | 2     | 6     | 0             | 7             | 0                  | 43                 | 2     |       |
| 1.ª                             | 2012       | 27        | 1     | 8     | 0             | 6             | 0                  | 41                 | 1     |       |
| 1.ª                             | 2013       | 12        | 0     | 5     | 0             | -             | -                  | 17                 | 0     |       |
| 1.ª                             | 2014       | 12        | 0     | 12    | 0             | -             | -                  | 24                 | 0     |       |
| Total club                      | Total club | 122       | 4     | 39    | 1             | 13            | 0                  | 174                | 5     |       |
| Universitario · Perú            |            |           |       |       |               |               |                    |                    |       |       |
| 1.ª                             | 2015       | 18        | 2     | 8     | 0             | 4             | 0                  | 30                 | 2     |       |
| 1.ª                             | 2016       | 36        | 1     | -     | -             | 2             | 0                  | 38                 | 1     |       |
| Total club                      | Total club | 54        | 3     | 8     | 0             | 6             | 0                  | 68                 | 3     |       |
| Cúcuta Deportivo · Colombia     |            |           |       |       |               |               |                    |                    |       |       |
| 1.ª                             | 2005       | 19        | 1     | -     | -             | -             | -                  | 19                 | 1     |       |
| 1.ª                             | 2006       | 41        | 2     | -     | -             | -             | -                  | 41                 | 2     |       |
| 1.ª                             | 2007       | 14        | 0     | -     | -             | 5             | 0                  | 19                 | 0     |       |
| 1.ª                             | 2008       | 21        | 1     | 0     | 0             | 5             | 0                  | 26                 | 1     |       |
| 2.ª                             | 2017       | 17        | 1     | 1     | 0             | -             | -                  | 18                 | 1     |       |
| 2.ª                             | 2018       | 32        | 0     | 3     | 0             | -             | -                  | 35                 | 0     |       |
| 1.ª                             | 2019       | 31        | 0     | -     | -             | -             | -                  | 31                 | 0     |       |
| Total club                      | Total club | 175       | 5     | 4     | 0             | 10            | 0                  | 189                | 5     |       |
| Unión Magdalena · Colombia      |            |           |       |       |               |               |                    |                    |       |       |
| 2.ª                             | 2020       | 4         | 2     | 2     | 0             | -             | -                  | 6                  | 2     |       |
| Total club                      | Total club | 4         | 2     | 2     | 0             | 0             | 0                  | 6                  | 2     |       |

## Estadística como entrenador
- Actualizado al último partido dirigido el 23 de abril de 2024.

| Cúcuta Deportivo · Colombia | 2.ª                 | 2024                | 1  | 0  | 0 | 1 | 1 | 0 | 0 | 1 | - | - | - | - | 2  | 0  | 0 | 2  |  | 0  | 5  | -5  |
| Cúcuta Deportivo · Colombia | Total               | Total               | 1  | 0  | 0 | 1 | 1 | 0 | 0 | 1 | 0 | 0 | 0 | 0 | 2  | 0  | 0 | 2  |  | 0  | 5  | -5  |
| Total en su carrera         | Total en su carrera | Total en su carrera | 29 | 17 | 3 | 9 | 1 | 0 | 0 | 1 | 0 | 0 | 0 | 0 | 30 | 17 | 3 | 10 |  | 53 | 30 | +23 |
| 1. 2.                       |                     |                     |    |    |   |   |   |   |   |   |   |   |   |   |    |    |   |    |  |    |    |     |

## Palmarés

### Torneos cortos
| Título          | Club                | País | Año  |
| --------------- | ------------------- | ---- | ---- |
| Torneo Apertura | C. D. Universitario | Perú | 2016 |

### Campeonatos nacionales
| Título              | Club             | País     | Año  |
| ------------------- | ---------------- | -------- | ---- |
| Primera B           | Cúcuta Deportivo | Colombia | 2005 |
| Torneo Finalización | Cúcuta Deportivo | Colombia | 2006 |
| Torneo Apertura     | C. A. Junior     | Colombia | 2010 |
| Torneo Finalización | C. A. Junior     | Colombia | 2011 |
| Primera B           | Cúcuta Deportivo | Colombia | 2018 |